# Круглашов Анатолій Миколайович
Круглашов Анатолій Миколайович (* 23 жовтня 1962, Кременчук) — доктор політичних наук, професор, завідувач кафедри політології та державного управління, Заслужений працівник освіти України, директор НДІ європейської інтеграції та регіональних досліджень Чернівецького національного університету імені Юрія Федьковича, Член Незалежної групи експертів з Європейської Хартії місцевого самоврядування. Коло наукових інтересів охоплює дослідження проблем європейської інтеграції, історії та теорії політичної науки, політичної історії Східної Європи, посткомунізм, етнополітологію, політичну регіоналістику та окремі аспекти теорії та практики державного управління.

## Біографія
Народився 23 жовтня 1962 року у місті Кременчук, Полтавської області. Закінчив середню школу № 18 у 1979 році. Цього ж року поступив на вечірнє відділення історичного факультету Чернівецького державного університету.
Спочатку працював на Кременчуцькому автомобільному заводі, потім у Чернівецькій міськлікарні № 1. У жовтні 1980 року був призваний на строкову службу, яку розпочав на Балтійському, продовжував на Північному Флоті. Звільнився у запас у грудні 1983 року. З 1985 року перейшов на денне навчання на історичному факультету ЧДУ, який закінчив у 1988 році з відзнакою. Після цього працював асистентом, заступником секретаря, секретарем комітету ЛКСМУ Чернівецького державного університету.
У 1990 р. вступив до аспірантури за спеціальністю Всесвітня історія, яку закінчив у 1993 році. Захистив кандидатську дисертацію на тему «Ідейно-теоретичні позиції Російської секції міжнародного Товариства Робітників (1870 – 1873 р.» у 1994 р. (науковий керівник – проф. Шаповалов В.В.). По закінченню аспірантури працював асистентом кафедри історії нового та новітнього часу. У 1994 р. був обраний заступником голови Чернівецької обласної ради по виконавчій роботі, а у 1995 році – призначений заступником голови Чернівецької обласної державної адміністрації з гуманітарних питань. Після звільнення з цієї посади працював доцентом кафедри історії нового та новітнього часу. З 1996 по 1999 р. навчався у докторантурі Чернівецького державного університету імені Юрія Федьковича.
З 1999 року – зав. кафедри політології та соціології історичного факультету ЧДУ. У 2002 році захистив докторську дисертацію за спеціальністю 23.00.01 – теорія та історія політичної науки на тему «Політичні ідеї Михайла Драгоманова» в Інституті політичних та етнонаціональних досліджень НАН України (науковий консультант – проф. Макар Ю.І.). Після захисту продовжив працювати завідувачем кафедри політології (2003 – 2006 рр.), пізніше перейменованої в кафедру політології та державного управління Чернівецького національного університету імені Юрія Федьковича (з 2006 р.). У 2010 р. призначений на посаду Директора науково-дослідницького інституту європейської інтеграції та регіональних досліджень (за сумісництвом).
За час роботи неодноразово обирався координатором (головою) Буковинського політологічного центру. Був депутатом Чернівецької міської ради (1990 – 1994 рр.), Головою Аналітично-консультативної ради при голові Чернівецької обласної адміністрації (2003 – 2005 рр.), Головою Громадської колегії (2005 – 2006 рр.) при голові Чернівецької обласної адміністрації (ЧОДА), Головою Громадської Ради при голові ЧОДА (2006 – 2010 рр.), заступником Голови громадської ради при Чернівецькій обласній державній адміністрації (2010 – 2011 рр.). та двічі обирався Головою Громадської ради при Чернівецькій обласній адміністрації у 2011  - 2015 рр. Був членом Координаційної Ради з питань реалізації ініціативи «Партнерство відкритий уряд» в Україні при Кабінеті міністрів України з 2011 по 2014 рр. Виконував низку інших громадських доручень, зокрема був керівником Центру європейських студій, Центру європейських та регіональних досліджень в Чернівецькому національному університеті імені Юрія Федьковича.
З початку 2014 року запрошений до складу Групи незалежних експертів з Європейської хартії місцевого самоврядування при Конгресі локальних та регіональних влад Ради Європи (Страсбург, Франція).

## Відзнаки
| СУБ’ЄКТ НАГОРОДЖЕННЯ                    | НАЗВА НАГОРОДИ | РІК НАГОРОДЖЕННЯ |
| ЧНУ                                     | Подяка ректора ЧНУ | 2000, 2008, 2012 |
| ЧНУ                                     | Грамота ЧНУ | 2009             |
| Чернівецька міська рада                 | Подяка Чернівецького міського голови | 2007             |
| Чернівецька міська рада                 | Грамота Чернівецького міського голови | -                |
| Чернівецька міська рада                 | Почесна грамота виконавчого комітету Чернівецької міської ради | -                |
| Чернівецька міська рада                 | Почесна відзнака Чернівецької міської ради – медаль “На славу Чернівців”                                                                                           | 2013             |
| Чернівецька міська рада                 | Орден “За заслуги перед містом” | 2012             |
| Міське управління освіти                | Подяка міського управління освіти | -                |
| Міське управління освіти                | Почесна грамота міського управління освіти | -                |
| Обласне управління (департамент) освіти | Подяка обласного управління (департаменту) освіти | 2015, 2016, 2017 |
| Обласне управління (департамент) освіти | Почесна грамота обласного (департаменту) управління освіти | 2012,            |
| Облрада                                 | Почесна грамота Чернівецької обласної ради | 2008, 2011       |
| ОДА                                     | Подяка голови Чернівецької обласної державної адміністрації | 2008             |
| ОДА                                     | Почесна грамота Чернівецької обласної державної адміністрації | 2007, 2010, 2012 |
| МОН                                     | I ступінь - Почесна грамота Міністерства освіти і науки України | 2009             |
| МОН                                     | II ступінь - нагрудний знак "Відмінник освіти України" | 2009             |
| МОН                                     | III ступінь - нагрудні знаки "Василь Сухомлинський", "Софія Русова", "О.А. Захаренко", "І.Г. Ткаченко", "А.С. Макаренко", "Петро Могила", "За наукові досягнення". | -                |
| КМУ                                     | Почесна грамота Кабінету Міністрів України | -                |
| ВРУ                                     | Грамота Верховної Ради України | 2009             |
| ВРУ                                     | Почесна грамота Верховної Ради України | 2015             |
| Державні відзнаки (президентські)       | “Заслужений діяч науки і техніки України” | -                |
| Державні відзнаки (президентські)       | “Заслужений працівник освіти України” | 2009             |
| Державні відзнаки (президентські)       | Державна премія України в галузі науки і техніки | -                |
| Державні відзнаки (президентські)       | Державна премія України в галузі освіти - за видатні досягнення в галузі освіти за номінаціями: - вища освіта; - наукові досягнення в галузі освіти.               | -                |
| Державні відзнаки (президентські)       | Медалі | -                |
| Державні відзнаки (президентські)       | Ордени | -                |
| Інші                                    | Почесна Грамота Держтелерадіокомітету України | 2008             |

## Наукова діяльність

### Монографії
- Круглашов А. М. Драма інтелектуала: політичні ідеї Михайла Драгоманова. — Видання друге. — Чернівці: Прут, 2001. — 488 с.;
- Круглашов А. М. Драма інтелектуала: політичні ідеї Михайла Драгоманова. — Чернівці: Прут, 2000. — 488 с.
- Рец.: Троян С. Драгоманов у сучасному прочитанні // Віче. — 2000. — № 12. — С. 149–150.
- Рец.: Зашкільняк Л. Драма вченого чи драма нації? А. Круглашов. Драма інтелектуала: політичні ідеї Михайла Драгоманова // Україна модерна. — Львів, 2001. — № 6. — С. 191–196.
- Рец.: Гойло І. М. Анатолій Круглашов. Драма інтелектуала: політичні ідеї Михайла Драгоманова // Історико-політичні проблеми сучасного світу. — Чернівці, 2001. — Т. 8. — С. 297–301.

### Статті
- Круглашов Анатолій Миколайович.. Політичні ідеї Михайла Драгоманова: Автореф. дис… д-ра політ. наук: 23.00.01 / НАН України; Інститут політичних і етнонаціональних досліджень. — К., 2002. — 39с.
- Круглашов А. Боротьба М. Драгоманова з месіанськими міфами Російської імперії // Нова політика. — 2001. — № 4 (36). — С. 45 — 49.
- Круглашов А. М. Наукова спадщина Михайла Драгоманова // Трибуна. — 2001. — № 9 — 10. — С. 32 — 34.
- Круглашов А. М. Драгомановський аналіз соціальних проблем: теоретичні особливості // Наукові праці Кам'янець-Подільського державного педагогічного університету. Історичні науки. — Кам'янець-Подільський, 2001. — Т. 5 (7). — С. 16 — 23.
- Круглашов А. Трансформація соціалістичних ідей у світогляді М. Драгоманова // Проблеми архівознавства: Збірник наукових праць до 90-річчя від дня народження професора В. І. Стрельського. — Київ, 2001. — Випуск 4. — С. 303–319.
- Круглашов А. Драгомановське бачення історизму // Науковий Вісник Чернівецького університету. Випуск 96 — 97. Історія: Збірник наукових праць. — Чернівці, 2000. — С. 234–243.
- Круглашов А. М. Революція чи мирний прогрес? Драгомановське розв'язання проблеми // Науковий Вісник Волинського державного університету ім. Лесі Українки. Історичні науки. — Луцьк, 2000. — № 1. — С. 142–147.
- Круглашов А. М. Драгоманов про роль і значення місцевого самоврядування // Політологічні та соціологічні студії. — Чернівці, 2000. — Т. 1. — С. 78 — 92.
- Круглашов А. М. Політична етика Михайла Драгоманова (теоретичні аспекти) // Український історичний журнал. — 2000. — № 3. — С. 73 — 92.
- Круглашов А. Погляди Драгоманова на українсько — польське порозуміння наприкінці XIX ст. // Наукові Зошити Історичного Факультету. — Львів, 2000. — Випуск 3. — С. 87 — 93.
- Круглашов А. Ставлення М. Драгоманова до проблем релігії та Церкви // Україна модерна. — Львів, 2000. — Число 4 — 5. — С. 105–123.
- Круглашов А. Драгомановська концепція поступу // Науковий Вісник Чернівецького університету. — Чернівці, 2000. — Випуск 73 — 74. — Історія. — С. 227–241.
- Круглашов А. Михайло Драгоманов: державницький виклик XX століттю // Віче. — 2000. — № 3. — С. 106–119.
- Круглашов А. М. Національна ідея: pro et contra Михайла Драгоманова // Буковинський журнал. — 2000. — № 1 — 2. — С. 105–121.
- Круглашов А. «Слов'янська тема» на сторінках Драгоманівської «Громади» // Проблеми слов'янознавства. — Львів, 1999. — Випуск 50. — С. 143–152.
- Круглашов А. М. Драгоманов у пошуках геополітичної ідентичності України // Віче. — 1999. — № 8. — С. 113–122.
- Круглашов А. Політична свобода: панацея чи паліатив? // Вісник Національної Академії наук України. — 1999. — № 11. — С. 50 — 60.
- Круглашов А. М. Дилема української майбутності: федералістський вибір М. Драгоманова // Українські варіанти. — 1999. — № 3 — 4 (9 — 10). — С. 112–121.
- Круглашов А. Михайло Драгоманов та його сучасники: етичний вимір взаємин // Українські варіанти. — 1999. — № 1 — 2 (7 — 8). — С. 52 — 60.
- Круглашов А. Економічні проблеми у теоретичній спадщині М. Драгоманова // Питання історії нового та новітнього часу. — Випуск 7. — Чернівці, 2000. — С. 261–271.
- Круглашов А. Розвиток поглядів М. Драгоманова на політичну організацію українського визвольного руху // Питання історії нового та новітнього часу. — Випуск 6. — Чернівці, 1999. — С. 179–201.
- Круглашов А. Національна єдність України: погляди М. Драгоманова // Науковий вісник Чернівецького університету. — Випуск 36. Історія. — Чернівці, 1998. — С. 181–195.
- Круглашов А. М. Основа державного самоврядування (Конституційні аспекти теоретичної спадщини М. Драгоманова) // Вісник Національної Академії наук України. — 1996. — № 11- 12. — С. 36 — 42.
- Круглашов А. М. Драгоманов про українсько-російські взаємини: національно-культурні аспекти // Науковий вісник Чернівецького університету. — Випуск 6 — 7. Історія. — Чернівці, 1996. — С. 176–191.
- Круглашов А. М. Драгомановська версія слов'янської ідеї // Проблеми слов'янознавства. — Львів, 1996. — Випуск 49. — С. 121–132.
- Круглашов А. М. Політична свобода — основа державно-правових поглядів Михайла Драгоманова // Науковий вісник Чернівецького державного університету. Правознавство. — Випуск 14. — Чернівці, 1997. — С. 90 — 102.
- Круглашов А. М. У пошуках вирішення релігійного питання (Уроки М. П. Драгоманова) // Вісник Академії наук України. — 1993. — № 11. — С. 88 — 96.
- Круглашов А. Розвиток державно-політичної думки України у XIX ст. // Право України. — 1993. — № 2. — С. 41 — 47.
- Круглашов А. М. Держава, нація, людина… М. П. Драгоманов про національний розвиток України // Вісник Академії наук України. — 1992. — № 2. — С. 22 — 32.
- Круглашов А. М. М. П. Драгоманов про російських революціонерів початку 70-х рр. XIX ст. // Український історичний журнал. — 1992. — № 6. — С. 47 — 56.
- Круглашов А. М. Політико-правові погляди М. Драгоманова // Радянське право. — 1991. — № 9. — С. 45 — 49.
- Круглашов А. М. М. П. Драгоманов про історичну долю та завдання освіти на Україні // Радянська школа. — 1991. — № 8. — С. 90 — 93.
- Круглашов А. М. Небезпечний українофіл? Русифікатор? Сепаратист? // Трибуна. — 1991. — № 9. — С. 29 — 31.
- Круглашов А. Проблеми національно-культурного розвитку українців Австрії в працях Михайла Драгоманова (друга половина XIX ст.) // Українсько-австрійські взаємини другої половини ХІХ — початку XX ст. — Київ -Чернівці, 1999. — С. 230–247.
- Круглашов А. Конституційні ідеї М. Костомарова та М. Драгоманова // «Вільна Спілка» і сучасний український конституціоналізм: Драгомановський збірник. — Львів, 1996. — С. 110–115.
- Круглашов А. «Віденська Січ» і слов'янство: зв'язки та орієнтації (1860-ті роки — початок XX сторіччя) // Проблеми слов'янознавства. — Львів, 1995. — Випуск 47. — С. 65 — 68.
- Круглашов А. Критерій — інтереси власного народу // Буковинський журнал. — Чернівці, 1993. — № 2. — С. 160–169.
- Круглашов А. Румуно-молдавські сюжети у творчості М. Драгоманова // Проблеми історії міжнародних відносин: Збірник. — Чернівці, 1993. — С. 72 — 88.
- Круглашов А. Єврейське питання в ідейній спадщині М.Драгоманова // Національний фактор і міжнаціональні відносини: історія та сучасність: Збірник. — Чернівці, 1992. — С. 139 −144.

### Конференції та конгреси
- Kruglashov A. Lecturer on the topic: “Ukraine’s Society trends of changes before and after Maydan”, and Tutor of the Workshop on “Mechanism of civic activity formation in Ukraine”, International Summer School, “Creating the space of social trust”, Sviataz’ Lake, 18 – 23 July 2016
- Kruglashov A., Demianchuk O. European Studies in Ukraine // INOTLES/TEMPUS mid-term Conference, Chisinau, 19-20 June 2015
- Круглашов А.М. Формування державно-громадського партнерства в управлінні етнополітичними процесами: регіональний досвід // Актуальні проблеми державного управління на сучасному етапі державотворення: матеріали VII Всеукр. наук.- практ. конф. (14 листоп. 2013 р., м. Луцьк). – Луцьк. – 2013. – С. 9 – 11.
- Круглашов А. «Политическая наука в Украине и Беларуси: проблемные вопросы развития», «Белорусская политология: многообразие в единстве. Республика Беларусь в глобализирующемся мире». 4 Международная научно-практическая конференция, Гродно, РБ, 13 – 14 мая 2010.
- Круглашов А. «Хождение по турам: региональные особенности президентских выборов в Украине",  научная конференция, организованая ВШЭ и Институтом Кеннана в России,  на тему: «Социально-политические процессы в Украине: национальная и региональные идентичности», Москва, РФ, 18 февраля 2010 г.
- Kruglashov A. Country report on Political Science developments. International Academic Workshop “Political Science Developments in the Region”, Vilnius, Vilnius, October 26-28, 2009.
- Круглашов А. Регіональні аспекти реалізації державної стратегії України щодо європейської інтеграції // Правові та соціополітичні аспекти взаємовідносин ЄС - Україна: Збірник наукових праць Матеріали шостої міжнародної наукової конференції «Європейське право сьогодні: освіта, наука та практика». 23 – 24  жовтня 2008 р. – Донецьк, 2008. – С.  182 – 195.
- Круглашов А.М. Чернівці: (не) порозуміння між спадщиною та спадкоємцями // Чернівці в контексті урбаністичних процесів Центральної та Східної Європи XVIII-XX ст.: Матеріали міжнародної наукової конференції з нагоди 600-літнього ювілею першої писемної згадки Чернівців (6-7 травня 2008). – Чернівці: Зелена Буковина, 2008. – С. 15 – 34.
- Круглашов А. «CIVIS fata-morgana: топография институтов гражданского общества Украины».  Международная  научно-практическая конференция «ДЕМОКРАТИЯ И ГРАЖДАНСКОЕ ОБЩЕСТВО»,  Вильнюс, 25 – 26 июня 2007.
- Круглашов А. Завдання щодо науково-аналітичної співпраці науковців та експертів України та Румунії в контексті інтеграційних перспектив України   //Тези Міжнародної наукової конференції за результатами фундаментальних досліджень за 2006 рік в рамках транскордонного співробітництва (17-18 квітня 2007 року). – Чернівці, ЧНУ, 2007. – С. 84 – 86.
- Круглашов А. Громадська позиція щодо перспектив євроінтеграції України: регіональні виміри // По той бік розуміння: Україна та Європа після Помаранчевої революції: Збірник наукових статей / За заг. ред. Гейра Флікке та Сергія Кисельова // За матеріалами міжнародного наукового семінару „Перед визначенням: Україна та Європа після Помаранчевої революції”, Київ – На УКМА – 30 вересня 2005 року. – К.: Атака, 2006. – 228 с. – С. 178-191.
- Kruglashov A. “Diversity withering away: The Journey of Bukovinian Multiethnic Society throughout History’. Interdisciplinary Conversation on Eastern Europe’s Borderalands.  “Production, Consumption, and Dissemination of Ethno-Religious Stereotypes”, May 23 – 25, 2006. The Watson Institute for international Studies, Brown University.
- Круглашов А. Сучасний стан міжетнічних взаємин у Чернівецькій області та завдання щодо їх політичного менеджменту // Bukowina tradycje i wspolczesnosc. – Pila – Czernowce – Suczawa, 2006. – с. 85 - 95.
- Круглашов А. Творячи минуле: образ М. Драгоманова в історіографії та політичній літературі (до початку 1920-х рр.). // Українська історична наука на порозі XXI століття. — Міжнародний науковий конгрес. — Чернівці, 16 — 18 травня 2000 р. — Чернівці, 2001. — Т. 3. — С. 25 — 32.
- Круглашов А. Європейська цивілізація та українська історія (деякі аспекти драгоманівської теоретичної інтерпретації) // Середньовічна Європа: погляд з кінця XX ст. — Матеріали наукової конференції 16 — 18 березня 2000 р. — Чернівці, 2000. — С. 51 — 57.
- Круглашов А. У пошуках геополітичної ідентичності України //Четвертий Міжнародний Конгрес Україністів, Одеса, 26 — 29 1999 р. Доповіді та повідомлення. — Історія. — Частина І. Від давніх часів до початку XX ст. — Одеса-Київ-Львів, 1999. — С. 311–318.
- Круглашов А. Політичні аспекти розвитку слов'янської ідеї в Україні (друга половина XIX ст.) // III Міжнародний конгрес україністів. Харків, 26 — 29 серпня 1996. Філософія, Історія культури, Освіта. — Харків, 1996. — С. 95 — 100.
- Круглашов А. М. М. П. Драгоманов про проблему консолідації української нації // Етнонаціональний розвиток в Україні та стан української етнічності в діаспорі: сутність, реалії конфліктності, проблеми та прогнози на порозі XXI століття. Матеріали п'ятої науково — практичної конференції. — Київ, 22 — 25 травня 1997 р. — Київ — Чернівці, 1997. — С. 39 — 43.
- Круглашов А. М. Педагогічні ідеї М. Драгоманова: історичний контекст та актуальні аспекти // Матеріали міжнародної наукової конференції «Система неперервної освіти: здобутки, пошуки, проблеми». — Чернівці, 1996. — С. 44 — 46.
- Круглашов А. М. Проблеми слов'янських меншин України у теоретичних працях М. Драгоманова // Актуальні проблеми відродження мов і культур західних та південних слов'ян в Україні. Міжвузівська науково-практична конференція 14 — 15 травня 1993 р. Тези доповідей і повідомлень. — Одеса, 1993. — С. 192–198.
- Круглашов А. М. Історичні традиції та політичні перспективи міського самоврядування в теоретичній спадщині М. Драгоманова // Актуальні проблеми розвитку міст та міського самоврядування (Історія і сучасність), м. Рівне, 7 — 9 квітня 1993 р. — Тези міжнародної науково-практичної конференції. — Рівне, 1993. — С. 5 — 7.
- Круглашов А. М. Михайло Драгоманов: від всеслов'янства до європеїзму // Х Всеукраїнська славістична конференція «Духовне відродження слов'ян у контексті європейської та світової культури» (Тези доповідей). — Чернівці, 1992. — Т. ІІ. — С. 146–147.
- Круглашов А. Буковина у творчості Михайла Драгоманова // До витоків назви краю Буковина (600-річчя першої писемної згадки). Тези доповідей та повідомлень II Буковинської історико-краєзнавчої конференції, м. Чернівці, 2 — 3 жовтня 1992. — Чернівці, 1992. — С. 98 — 99.
- Круглашов А. М. М. Драгоманов у творчих зв'язках з українською інтелігенцією Буковини // 370 років Хотинської війни. Тези доповідей Міжнародної наукової конференції. Чернівці, 27 — 28 вересня 1991 р. — Чернівці, 1991. — С. 50 — 52.
- Круглашов А. М. Проблеми національно-культурної праці українців Галичини в творчості Драгоманова (деякі аспекти) // 900 років Дрогобичу: історія і сучасність. Тези доповідей міжвузівської краєзнавчої науково-практичної конференції, Дрогобич, 18 — 19 грудня 1991 року. — Дрогобич, 1991. — С. 62 — 64.
- Круглашов А. М. М. П. Драгоманов про співвідношення еволюції та революції у суспільно-політичній боротьбі // Михайло Драгоманов і українське національне відродження. — Тези Доповідей і повідомлень Республіканської наукової конференції молодих вчених, присвяченої 150 — річчю з дня народження Михайла Петровича Драгоманова, Київ, 22 — 23 травня 1991 р. — Київ, 1991. — С. 19 — 22.